# Allan Whitwell
Allan Whitwell (født 5. maj 1954 i York, England) er en engelsk tidligere roer.
Whitwell var med i Storbritanniens otter, der vandt sølv ved OL 1980 i Moskva. Briterne blev i finalen kun besejret af Østtyskland, der vandt guld, mens Sovjetunionen tog bronzemedaljerne. Den øvrige besætning i briternes båd var Duncan McDougall, Henry Clay, Chris Mahoney, Andrew Justice, John Pritchard, McGowan, Stanhope og styrmand Colin Moynihan. Han deltog også ved både OL 1976 i Montreal og OL 1984 i London.
Whitwell vandt desuden en VM-guldmedalje i letvægtsdobbeltsculler ved VM 1986 i Nottingham og en bronzemedalje i samme disciplin ved VM 1987 i København.

## OL-medaljer
- 1980:  Sølv i otter